# Orgilus nitidior
Orgilus nitidior är en stekelart som beskrevs av Taeger 1989. Orgilus nitidior ingår i släktet Orgilus och familjen bracksteklar. Inga underarter finns listade i Catalogue of Life.